# 癌胚抗原
癌胚抗原（Carcinoembryonic antigen，CEA）是一種存在於粘膜细胞中的醣蛋白。通常胎儿发育時癌胚蛋白會在胃肠组织中产生，但在出生後該物質就不再产生。因此健康成人的血液中通常癌胚蛋白的含量非常低（约2-4纳克/毫升）。然而罹患某些类型的癌症患者的血液中癌胚抗原水平会升高，这意味着人們在篩查癌症時癌胚抗原的含量可以作為檢測指標。重度煙癮者的血液中癌胚抗原的含量也有可能升高。癌胚蛋白於1965年在結腸癌患者的組織提取物中首次被发现。
CEA分子通过糖磷脂酰肌醇（GPI）锚定在细胞膜表面，可被Sialyl-LewisX（SLeX）特异性岩藻糖基化。